# Gornouralskij
Gornouralskij (ros. Горноуральский) – osiedle typu miejskiego w Rosji, w obwodzie swierdłowskim, w rejonie prigorodnym. W 2010 liczyło 3972 mieszkańców.